# Baetica ustulata
Baetica ustulata é uma espécie de insecto da família Tettigoniidae.
É endémica de Espanha.